# Dicrànides
Les dicrànides (Dicranidae) són una subclasse de molses de la classe Bryopsida, àmpliament distribuïda, amb moltes espècies d'àrees seques o pertorbades. Són plantes de mida variable i de protonema de curta durada. Les làmines dels fil·lidis són normalment parenquimàtiques. Les molses d'aquesta subclasse poden presentar cèl·lules diferenciades, hialocits (cèl·lules sense protoplasma i que emmagatzemen aigua) i cloròcits (cèl·lules proveïdes de clorofil·la). El peristoma no presenta exostoma.
Els nombres més habituals de cromosomes són n = 12 a 14.